# Henriettea martiusii
Henriettea martiusii là một loài thực vật có hoa trong họ Mua. Loài này được (DC.) Naudin mô tả khoa học đầu tiên năm 1852.